# پیر پنو
پیر پنو (فرانسوی: Pierre Peinaud‎; ۹ فوریهٔ ۱۸۹۰ – ۱۲ ژوئن ۱۹۶۲) دوچرخه‌سوار اهل فرانسه بود.